# Asmundtorps Idrottsförening
O Asmundtorps Idrottsförening, ou simplesmente Asmundtorps IF, é um clube de futebol da Suécia. Sua sede fica localizada em Asmundtorp.